# Patxanga
Patxanga (del castellà cubà: pachanga) és un estil musical de fusió i amb origen llatinoamericana. És relatiu al son i merengue, i als últims anys sovint amb arranjaments de música pop.

## Història
L'estil va originar a Cuba als anys 1950, i va ser important al desenvolupament de la música caribenya. En el seu origen va rebre influència d'estils com danzón i charanga, i més tard va resultar amb el naixement del son/salsa cubà.
Als primers anys la patxanga va ser similar a txa-txa-txa. La música es va exportar als Estats-units després de la Segona Guerra Mundial, per mitjà de la migració d'una part de la població de les illes caribenyes.
Un grup important per la popularitat modern de la patxanga va ser Mano Negra, on el primer àlbum al 1988 tenia el títol Pachanga. Després, Manu Chao va en solitari continuar a propagar l'estil.

### Països Catalans
Al País Valencià, vora la fi del segle xx, Obrint Pas va iniciar una combinació d'aquesta estètica amb música rock més fort, i amb èxit.
Als Països Catalans l'estil ha desenvolupat més enllà al segle xxi, a través de grups i artistes com Txarango, La Pegatina, Itaca Band i Macaco i la rúmbia vallesana. Als anys 2010 molts grups tocant música de mestissatge similar es van establèixer als Països Catalans, incloent Roba Estesa, Buhos i Gertrudis. Aquesta onada va de vegades s'anomenar com la "generació Patxanga 3.0".
Sovint els grups s'estableixen com grans conjunts amb 6–10 músics, i amb trompetes i altres instruments de vent i de percussió. Els grups moderns sovint toquen una barreja de patxanga i rumba catalana, amb arranjaments de pop.